# Tanti auguri (album Marcella Bella)
Tanti auguri è un album del 1987 di Marcella Bella.

## Il disco
L'album uscì dopo la partecipazione della cantante siciliana al Festival di Sanremo 1987, dove si classificò sesta con la canzone omonima, Tanti auguri scritta da Gianni Bella per la musica e da Gino Paoli per il testo.
La canzone New King's Road parla del soggiorno a Londra della cantante, dove visse con il fratello Gianni Bella per sei settimane per incidere il disco.
Metà dei pezzi del disco sono composti per i testi dal paroliere Marco Luberti.

## Tracce
1. Tanti auguri (testo: Gino Paoli – musica: Gianni Bella)
2. Meglio l'incoscienza (testo: Marco Luberti – musica: Gianni Bella)
3. New King's Road (testo: Antonio Bella – musica: Rosario Bella)
4. Mai si deve dire mai (testo: Marco Luberti – musica: Gianni Bella)
5. Cose proprie (testo: Marco Luberti – musica: Gianni Bella)
6. Per il riso, per il pianto (testo: Gino Paoli – musica: Gianni Bella)
7. Un mondo di lillà (Gianni Bella)
8. E adesso (testo: Marco Luberti – musica: Gianni Bella)